# TER Auvergne
A TER Auvergne egy regionális vasúthálózat Franciaországban, az Auvergne régióban.

## Hálózat

### Vasút
| Járat                                   | Útvonal | Gyakoriság                  |
| --------------------------------------- | --- | --------------------------- |
| 1 (3)                                   | (Nevers - ... -) Moulins-sur-Allier - Bessay† - Varennes-sur-Allier - Saint-Germain-des-Fossés - Vichy - Riom-Châtel-Guyon - Clermont-Ferrand (- ... - Vic-le-Comte) | 15x naponta + 7x Intercités |
| 2                                       | Clermont-Ferrand ... Vichy ... Roanne ... Lyon-Perrache (lásd TER Rhône-Alpes 24-es vonal tulajdonságait) |                             |
| 6                                       | Clermont-Ferrand ... Thiers ... Saint-Étienne (lásd TER Rhône-Alpes 11-es vonal tulajdonságait) |                             |
| 8 (29)                                  | Clermont-Ferrand - Clermont-La Rotonde - Royat-Chamalières - Durtol-Nohanent† - Volvic ... Laqueuille - La Bourboule - Le Mont-Dore (lásd TER Limousin 8-as vonal tulajdonságait és a 11-es vonal fővonalának tulajdonságait Laqueuille-ből Limoges-be és Brive-la-Gaillarde-be) |                             |
| 9                                       | Montluçon ... Commentry ... Gannat - Aigueperse - Aubiat† - Pontmort† - Riom-Châtel-Guyon - Gerzat† - Clermont-Ferrand |                             |
| 10                                      | Bourges ... Montluçon (lásd TER Centre 36-os vonal tulajdonságait) |                             |
| 12                                      | Moulins-sur-Allier ... Lyon-Perrache |                             |
| 14                                      | Clermont-Ferrand ... Issoire ... Neussargues ... Aurillac |                             |
| 15                                      | Toulouse-Matabiau - Aurillac (lásd TER Midi-Pyrénées 3-as vonal tulajdonságait) |                             |
| 21                                      | Brive-la-Gaillarde - Turenne† - Les Quatre Routes† - Saint-Denis-près-Martel - Vayrac† - Bétaille† - Puybrun† - Bretenoux-Biars - Laval-de-Cère - Lamativie† - Laroquebrou - Aurillac                                                                                            | 4x naponta                  |
| 22                                      | Le Puy-en-Velay ... Bas-Monistrol ... Saint-Étienne ... Lyon-Perrache (lásd TER Rhône-Alpes 10-es vonal tulajdonságait) |                             |
| 24 (4, 5, 23)                           | Clermont-Ferrand - Clermont-La Pardieu - Sarliève-Cournon† - Le Cendre-Orcet - Les Martres-de-Veyre† - Vic-le-Comte† - Parent-Coudes-Champeix† - Issoire ... Brioude ... Le Puy-en-Velay                                                                                         |                             |
| 30                                      | Clermont-Ferrand ... Brioude ... Langeac ... Alès ... Nîmes (lásd TER Languedoc-Roussillon 9-es vonal tulajdonságait) |                             |
| 34                                      | Moulins-sur-Allier ... Paray-le-Monial ... Lyon-Perrache (lásd TER Bourgogne 7-es vonal tulajdonságait) |                             |
| † Nem minden vonat áll meg az állomáson | |                             |

### Busz
- Arlanc - Ambert - Thiers - Vichy
- Neussargues - Riom-ès-Montagnes - Bort-les-Orgues
- Clermont-Ferrand - Bort-les-Orgues - Mauriac - Saint-Martin-Valmeroux
- Aurillac - Mauriac - Bort-les-Orgues
- Le Puy-en-Velay - La Chaise-Dieu - Ambert
- Dunières - Firminy
- Le Puy-en-Velay - Langogne - Mende
- Bort-les-Orgues - Helyezkedik
- Montluçon - Helyezkedik
- Montluçon - Saint-Éloy-les-Mines - Clermont-Ferrand

## Járművek

### Motorvonatok
- SNCF X 2100 sorozat
- SNCF X 2800 sorozat
- SNCF X 4300 sorozat
- SNCF X 4500 sorozat
- SNCF X 4630 sorozat
- SNCF X 4750 sorozat
- SNCF X 72500 sorozat
- SNCF X 73500 sorozat
- SNCF X 76500 sorozat (XGC X 76500)
- SNCF Z 27500 sorozat (ZGC Z 27500)

### Mozdonyok
- SNCF BB 67400 sorozat